# Демокрация
 Тази статия е за общественото устройство.  За вестника вижте Демокрация (вестник).  
Демокрацията (от гръцки: δημοκρατία, „народовластие“) е форма на управление, при която държавната власт произтича от народа чрез консенсус (консенсусна демокрация), чрез провеждане на референдуми (пряка демокрация) или избрани представители (представителна демокрация).
Под народ в горната дефиниция се имат предвид по-скоро „гражданите“ (защото гражданство в Древна Гърция например притежава само част от народа). Така, дефиницията на демокрация допуска различни интерпретации, както по отношение на смисъла на понятието „народовластие“, така и по отношение на неговото практическо приложение – както ясно се вижда от огромното многообразие на политически системи, които изявяват претенцията да бъдат демократични.
Съществуват различни дефиниции за конкретното съдържание на демокрацията, но още от Античността се смята, че равенството и свободата са нейни съществени характеристики. Проява на тези принципи са равенството на всички граждани пред закона и равният достъп до властта. Така при представителната демокрация всички гласове имат еднаква тежест, не се ограничава възможността на гражданите да станат представители, а свободата на гражданите се осигурява чрез законово утвърдени права и свободи.
Българската конституция в своя Чл. 65. ограничава правото на българските граждани, притежаващи и второ гражданство, да бъдат народни представители (освен ако не са пребивавали поне 18 месеца в страната преди изборите).
Демократичните системи обикновено съдържат вътрешни механизми като разделението на властите, които предотвратяват неравномерното разпределение на властта и потенциалното нарушаване на демократичните принципи от отделни институции.

## История

### Античност
Първите държавни образувания, за които се предполага, че имат демократично устройство, са ранните шумерски градове държави. Подобна протодемокрация съществува за известно време и при мидийците през VI век пр.н.е. преди Дарий I да обяви, че най-добрата монархия е по-добра от най-добрата демокрация и най-добрата олигархия.
Други общности, които може би имат демократично управление, са индийските сангха и гана, които съществуват от VI век пр.н.е., а в някои региони оцеляват до IV век. Данните за тях са оскъдни, но Диодор също говори за съществуването на демократични държави в Индия. В същото време съвременните изследователи отбелязват, че по времето на Диодор думата „демокрация“ може да се използва за всяка самостоятелна държава, независимо от нейната форма на управление. Неравенството между членовете на индийските касти кара много учени да се съмняват, че устройството на гана и сангха е сравнимо със съвременните схващания за демокрация.
Понятието „демокрация“ се появява за пръв път в древногръцката политическа и философска литература. През IV век пр.н.е. Платон противопоставя демокрацията, „управление на управляваните“, с алтернативните системи – монархия (управление на един човек), олигархия (управление на малка група хора) и тимокрация (управление на хората, притежаващи собственост).
Класическата древногръцка демокрация в града държава Древна Атина днес е смятана от мнозина за пряка демокрация. В действителност освен общото събрание на гражданите, което взима определени решения, в Атина има и правителствени и съдебни постове, които се заемат от граждани, първоначално избирани чрез хвърляне на жребий. Самото право на участие в политическия живот е ограничено – гражданството е наследствено и ограничено до мъжете, служили в армията. Смята се, че от 250 хиляди жители на града в класическия период, едва 30 хиляди са имали граждански права, а от тях около 5 хиляди редовно са участвали в общите събрания. Повечето държавни постове са определяни с хвърляне на жребий, като само военачалниците и няколко други служители са избирани с гласуване.
Въпреки че Римската република допринася значително за някои аспекти на демокрацията, в Рим също само ограничено малцинство от жителите имат политически права. Често явление са и изборните манипулации чрез промяна в границите на избирателните райони, като на практика много често висшите постове, включително тези на членовете на Сената, се заемат от представители на няколко фамилии.

### Средновековие
През Средновековието съществуват различни системи, които включват избори или събрания, макар че често право на участие има само малка част от населението – например Жечпосполита (10% от населението), Алтинга в Исландия, Льогтинга на Фарьорските острови, някои средновековни италиански градове държави като Флоренция и Венеция, системата на туата в ранносредновековна Ирландия, Вечето в Новгородската и Псковската републики на средновековна Русия, скандинавските тингове, съсловните избори в Тирол и Швейцария, както и автономният търговски град Сакаи през XVI век в Япония. Участието често се ограничава само до това малцинство, което може да бъде по-скоро класифицирано като олигархия. Повечето региони в средновековна Европа се управляват от църквата или феодални владетели.
Курукан Фуга претендира да е конституцията на империята Мали (държава, просъществувала от средата на XIII век до 1645 г.). Тя е създадена от събрание на първенците, след битката при Крина, с цел да се установи управлението на новата империя. За първи път е спомената в книгата на Джибрил Тамсир Ниане, „Сундиата“. Курукан Фуга разделя новата империя на управляващи кланове (наследствени), които са представени на голямо събрание, наречено Гбара. Все пак, този ранен опит за конституция поставя Мали по-близо до конституционна монархия, отколкото до демократична република.
Малко по-близо до модерните демокрации са казашките републики в Украйна през XVI – XVII век: Хетманщината и Запорожка Сеч. Най-високият пост, хетманът, се избира от представители от областите на страната. Поради това, че тези съюзи са силно военизирани, право да участват в избора на хетман до голяма степен имат само тези казаци, които служат в казашките отряди. С течение на времето това право е ограничено до по-високите нива във военната йерархия.
Причините за създаването на Парламента на Англия са ограниченията на правата на кралете, записани в Магна Харта, която изрично защитава определени права на поданиците, без значение дали са свободни или роби, и безусловно подкрепя това, което става основата на английския Хабеас корпус, защитавайки личната свобода срещу незаконно лишаване от свобода и правото на обжалване. Парламентът на Дьо Монфор от 1265 г. е първия изборен парламент в Англия.
Само малка част от народа обаче има право да гласува; парламентът се избира от едва няколко процента от населението (до 1780 г. – по-малко от 3%), а правото да бъде свикван е на монарха (обикновено когато се нуждае от пари). Силата на парламента постепенно нараства през следващите векове. След Славната революция от 1688 г., на следващата година е приет Закон за правата, с който са кодифицирани определени права. Избирателните права бавно се увеличават и парламентът постепенно придобива все по-голяма власт, превръщайки монарха до голяма степен във фигурант. С увеличаването на избирателните права, те също така се разпределят по-равномерно – много от така наречените „гнили местенца“ (обезлюдени или с малък брой население села в Англия), които имат право на избор на член в парламента, са премахнати със Закона за изборната реформа от 1832 г..
В Северна Америка, английските пуритани, които започват да пристигат на континента от 1620 г., установяват колонии в Нова Англия, чието управление е демократично и допринася за последвалото демократично развитие на Съединените щати.
Племенните общества като бушмените, които обикновено наброяват 20 – 50 души, често не се нуждаят от водачи и взимат решения, базирани на консенсус измежду мнозинството. В Меланезия животновъдните селски общности традиционно са егалитарни и нямат нужда от твърда, авторитарна йерархия. Въпреки че един човек може да придобие известно влияние, задължително условие за това влияние е продължаването на демонстрацията на лидерски умения, а и то зависи от желанието на общността. От всеки човек се очаква да участва в общите задължения, както и има правото да участва в общите решения. Като цяло, силният социален натиск насърчава съответствията и обезкуражава индивидуализма.

### XVIII – XIX век
Първата държава в съвременната история, която приема демократична конституция през 1755 г., е краткотрайно просъществувалата Корсиканска република. Тази конституция е първата, основана на принципите на Просвещението и дори дава избирателни права на жените – нещо, което е гарантирано от други демокрации едва през XX век. През 1789 г. революционна Франция приема Декларация за правата на човека и гражданина и, макар и краткотраен, Народният конвент е избран през 1792 г. от всички мъже. Всеобщото избирателно право за мъжете е окончателно установено във Франция
през 1848 г., в навечерието на последвалата през същата година революция. През 1848 г. в Европа избухват революции и на други места, причинени от сблъсъка на монарсите с масовите искания за либерални конституции и по-демократично управление.
Макар че не е описан като демокрация от бащите основатели, създателите на Съединените щати също споделят решимостта да установят американския експеримент на принципите на свобода и равенство. Конституцията на САЩ, приета през 1788 г., предвижда изборно правителство и защита на гражданските права и свободи за някои граждани.
В колониалния период преди 1776 г. и известно време след това често само възрастните бели собственици на имоти имат право да гласуват. Робите африканци, по-голямата част от свободните чернокожи и повечето жени нямат това право. Отвъд Американската граница, демокрацията се превръща в начин на живот, с широко разпространено социално, икономическо и политическо равенство. Въпреки това робството остава социална и икономическа институция, особено в единадесет щати на американския Юг, и са създадени различни организации, които се застъпват за преселването на чернокожите от Съединените щати до места, където ще имат по-голяма свобода и равенство. През 1820-те и 1830-те години Американското колонизаторско дружество е главното средство за прокарване на предложенията чернокожите американци да се върнат на свобода в Африка, и през 1821 г. то основава колония в Либерия, подпомагайки хиляди бивши афроамерикански роби и свободни чернокожи да се завърнат от САЩ.
До 1840 г. почти всички имуществени ограничения отпадат и повечето възрастни бели граждани добиват правото да гласуват, а избирателната активност е средно 60 – 80% в честите избори за местни, щатски и национални длъжностни лица. Системата постепенно се развива от Джеферсънова демокрация към Джаксънова демокрация и по-нататък. В преброяването от 1860 г., робското население в САЩ е нараснало до четири милиона души и по времето на възстановяването на САЩ след Гражданската война (края на 1860-те), освободените роби стават граждани (в случая на мъже) с право на глас. Пълни избирателни права на гражданите са осигурени едва след като Движението за граждански права на афроамериканците (1955 – 1968 г.) прокарва в Конгреса на Съединените щати Закона за правото на гласуване от 1965 г..
Нова Зеландия дава избирателни права на мъжете маори през 1867 г., белите – през 1879 г., и на жените – през 1893 г., като по този начин става първата голяма нация, постигнала всеобщо избирателно право. В индекса за свободата по света, през 1893 г. държавата е поставена като единствената свободна страна.
Колониите в Австралия стават демократични в средата на XIX век, а Южна Австралия въвежда избирателно право на жените през 1894 г.

### XX – XXI век
Преходите от XX век към либерална демокрация се характеризират с последователни „вълни на демокрацията“, настъпващи в резултат на различни събития – войни, революции, деколонизация, религиозни и икономически обстоятелства. Първата световна война и разпадането на Османската и Австро-Унгарската империи довеждат до създаването на нови нации в Европа – повечето от тях поне номинално демократични.
През 1920-те години демокрацията процъфтява, но Голямата депресия донася разочарование в повечето от страните от Европа, Латинска Америка и Азия, които се обръщат към диктатори или авторитарни личности. Фашизъм и диктаторски режими се развиват в Нацистка Германия, Италия, Испания и Португалия, а различни други недемократични режими – в Прибалтика, Балканите, Бразилия, Куба, Китай, Япония и други държави.
Втората световна война обръща тази тенденция в Западна Европа. Демократизацията на американския, британския и френския сектор на окупирана Германия, Австрия, Италия, и окупирана Япония служи като модел за по-късната теория за смяна на режимите. Въпреки това по-голямата част от Източна Европа, включително съветския сектор на Германия (Германската демократична република) попадат в недемократичния Съветски блок. Войната е последвана от деколонизация, и отново повечето от новите независими държави номинално имат демократични конституции. Постигналата независимост Индия продължава да бъде най-голямата демокрация в света. До 1960 г., по-голямата част от държавите са номинално демокрации, макар че по-голямата част от населението по света живее в страни, които провеждат фиктивни избори (особено в комунистическите държави и бившите колонии).
Последващата вълна на демократични промени допринася за настъпването на истинска либерална демокрация за много народи. Испания, Португалия и няколко военни диктатури в Южна Америка се връщат към гражданско управление в края на 1970-те и началото на 1980-те години (Аржентина през 1983 г., Боливия и Уругвай през 1984 г., Бразилия през 1985 г. и Чили в началото на 1990 г.). От средата до края на 1980-те години, това е съпроводено с подобни процеси в държави в Източна и Южна Азия.
Икономическите проблеми през 1980-те години, заедно с възмущението от комунистическото управление, допринасят за разпадането на Съветския съюз, свързания с това край на Студената война, и демократизацията и либерализацията на страните от бившия Източен блок. Някои изследователи смятат, че съвременна Русия не е истинска демокрация, а представлява форма на диктатура.
Тенденциите за либерализация се разпространяват в някои страни от Африка през 1990-те години, най-вече в Южна Африка. Някои от последните примери за опити за либерални промени са индонезийската революция от 1998 г., Революцията на багерите в Югославия, Революция на розите в Грузия, Оранжевата революция в Украйна, Революцията на кедрите в Ливан, революцията на лалетата в Киргизстан и революцията в Тунис.
Според „Фрийдъм хаус“ през 2007 г. в света има 123 изборни демокрации (40 през 1972 г.). Според Световния форум за демокрация, изборните демокрации са 120 от съществуващите 192 страни и представляват 58,2% от населението на света. В същото време либералните демокрации, т.е. страните които „Фрийдъм хаус“ счита, че са свободни и зачитат основните човешки права и върховенството на закона, са 85 на брой и представляват 38% от световното население.

## Етимология и употреба
Думата „демокрация“ произлиза от древногръцки език: „δημοκρατία“ – „δήμος“ – демос означава „народ“, а „κράτος“ – кратос означава сила, власт: буквалното значение на думата „демокрация“ е „народовластие“. Терминът също така понякога се използва като мерило за степента на влияние на народа върху собственото им управление.

## Управление на мнозинството
В зависимост от конкретното приложение принципът на демокрацията може да се окаже инструмент за управление на мнозинството над малцинството. Затова някои форми на демокрацията предполагат управление на мнозинството при пълноправие на малцинствата („majority rule with minority rights“ на английски език). Основният принцип, според който се реализира пълноправието е, че влиянието върху вземането на решението трябва да бъде правопропорционално на ефекта от решението върху личността. По този начин, без да противоречи на принципа на демокрацията, малцинството може да вземе решение, което да противоречи на това на мнозинството, стига да е достатъчно пряко засегнато от него.

## Видове
В днешно време могат да бъдат наблюдавани две форми на демокрация: мажоритарна и пропорционална. За разлика от първоизточника на понятието – атинската пряка демокрация, в сегашните варианти на системата (представителна демокрация) хората избират политици, които да представляват интересите им. В последно време възниква друга форма – спонтанната демокрация.

## Демократични държави
Като форма на държавно устройство, при демокрацията обикновените граждани могат да участват пряко във вземането на решения (за разлика от монархията или диктатурата). В днешно време почти всички държави претендират да бъдат демократични. Понякога демокрацията е формата на управление, макар официално страната да се ръководи по друг начин. Пример е Канада, която е монархия, но практически се управлява от демократично избран парламент.
Демокрацията като форма на управление на държавно ниво се практикува в две разновидности:
- Пряка – извършва се чрез референдум или плебисцит (пряко гласуване). Примери за такава демокрация са Швейцария, много законодателни инициативи на Калифорния и някои градове държави.
- Представителна – гласоподавателят избира свои представители, които се събират в законодателни и/или изпълнителни органи. Там те могат да извършват функции, за които гласоподавателят не ги е натоварил директно: участие в специални комисии, подготовка на проектозакони и гласуване на закони; но по собствена преценка в съгласие със собствената им съвест.
Представителната демокрация най-общо се дели на два вида според типа на държавно устройство:
  - Република – с концентрирана власт в избираеми институции:
    - парламентарна република – парламентът и институциите на властта имат ясно разделение на властта с механизми за междуинситуционен контрол, но правителството се крепи на парламентарна коалиция или мнозинство, излъчващо правителство. Има ясно разграничение между шеф на правителството (Министър-председател) и държавен глава (Президент).
    - президентска република – правителството се оглавява от президент, който може да се избира директно или от специални органи (напр. електоралната колегия на САЩ. Това правителство има мандат и не може да се разпусне дори и президентът да бъде отзован (напр. Ричард Никсън), при който случай неговият приемник продължава управлението на страната (напр. Джералд Форд). 
и

  - Парламентарна (конституционна) монархия – успоредно с органите установени чрез гласуване от населението, страната се оглавява от наследствен монарх, който може да има декоративна или по-активна роля според конституционните дадености.

## Демокрацията в България
Демокрацията в България започва на 14 април 1876 г. с Оборищенското събрание, свикано по решение на Гюргевския революционен комитет, за да се уточнят въпросите, свързани с хода на подготовката на Априлското въстание.

### Демокрацията в съвременна България
Демокрацията в съвременна България започва след Ноемврийския пленум на ЦК на БКП, с парламентарните избори през 1990 г. за VII велико народно събрание. Това са първите многопартийни избори в страната след премахването на еднопартийния режим, който е част от установената през втората половина на XX век тоталитарна и недемократична система на управление.
На 12 юли 1991 г. VII велико народно събрание приема действащата Конституция на Република България. Според нея България е парламентарна република, с независими изпълнителна, законодателна и съдебна власти.

## Критики
Икономисти като Милтън Фридман силно критикуват ефективността на демокрацията. Те се основават на предпоставката за нерационалния избирател. Техният аргумент е, че избирателите са крайно неинформирани по много политически въпроси, особено отнасящи се до икономиката, и в същото време имат силни предубеждения по малкото въпроси, по които имат познания.
Италианските философи от XX век Вилфредо Парето и Гаетано Моска (независимо един от друг) твърдят, че демокрацията е илюзорна и служи само за да прикрие реалността на управлението на елитите. Те твърдят, че елитаристката олигархия е неотменимо правило на човешката природа, което се дължи до голяма степен на апатията и разделението на масите (за разлика от устройството, инициативата и единство на елитите), както и че демократичните институции не правят нищо повече от смяна в упражняването на властта – от потисничество към манипулация.
В последно време демокрацията е критикувана за това, че не предлага достатъчно политическа стабилност. Тъй като правителствата се избират и сменят често, то има и чести промени в политиката на демократични страни, както на местно, така и на международно ниво. Дори ако една политическа партия се задържи на власт, протестиращата опозиция и острата критика в средствата за масова информация често са достатъчни, за да доведат до внезапна и неочаквана политическа промяна. Честите промени в политиката по отношение на бизнеса и имиграцията са способни да възпрат инвестициите и по този начин да възпрепятстват икономическия растеж. Поради тази причина много хора излагат идеята, че демокрацията е нежелателна за развиваща се страна, в която икономическият растеж и намаляването на бедността са основен приоритет.